# Tsaritsani
Tsaritsani  este un oraș în Grecia în prefectura Larisa.